# Садло, Милош
Милош Садло (чеш. Miloš Sádlo, настоящая фамилия Затврзский, чеш. Zátvrzský; 13 апреля 1912, Прага — 14 октября 2003, там же) — чешский виолончелист.
С 1928 г. и вплоть до окончания Высшей школы Пражской консерватории в 1941 г. занимался под руководством Карела Садло и в знак огромной благодарности к учителю взял его фамилию в качестве псевдонима. В 1930-60-х гг. гастролировал по всему миру — был, в частности, первым чешским музыкантом, выступавшим с гастролями на Кубе (1961). Неоднократно был первым исполнителем произведений ведущих чешских композиторов — в частности, Витезслава Новака, Ярослава Ржидки, Вилема Петржелки, Йозефа Паленичека. В 1962 г. на фестивале «Пражская весна» первым исполнил найденный до-мажорный виолончельный концерт Йозефа Гайдна. Кроме того, осуществил редакцию партии виолончели в первом виолончельном концерте Дворжака.
Среди не столь многочисленных записей Садло особое место занимают первая запись фортепианного трио Дмитрия Шостаковича с автором за фортепиано и Давидом Ойстрахом в партии скрипки; также записанный совместно с Ойстрахом двойной концерт Брамса; оба концерта Дворжака (совместно с Вацлавом Нойманом). Как ансамблевый музыкант работал особенно много, будучи участником Чешского трио (1944—1956) и Трио имени Сука (1957—1960). С 1950 г. преподавал в Пражской академии музыки, с 1953 г. профессор; с 1959 г. преподавал также в Индианском университете.